# Ii Naotora
Ii Naotora (井伊 直虎?   m. 12 de septiembre de 1582) fue una daimio (大名 daimyō?) japonesa del período Sengoku y jefa del Clan Ii.
La identidad de Ii Naotora no está del todo clara, habiendo dos vertientes principales, una de ellas dice que Ii Naotora y Jirō Hōshi (次郎法師?), hija del anterior jefe del clan Ii, Ii Naomori, fueron la misma persona, y que Ii Naotora escaló de ser una criada del Clan Imagawa de Mikawa hasta convertirse en daimio por derecho propio y ser conocida como «Mujer propietaria» (女地頭?). Esta versión se sustenta en la Crónica familiar de Ii (井伊家伝記?) escrita durante el período Edo en Kyōhō 15 (1730 en el calendario occidental).
La otra versión más extendida es que Ii Naotora fue hija de un criado del Clan Imagawa llamado Sekiguchi Ujitsune (関口氏経?). Según esta versión, la hija de Ujitsune se convirtió en jefa temporal del clan Ii hasta que Ii Naomasa, el hijo de Ii Naochika, alcanzó la edad adulta y pudo heredar el puesto.

## Biografía
Durante los primeros días del reinado de Ii Naotora en 1564, Niino Chikanori, un vasallo del clan Ii, asedió el castillo de Hikuma para demostrar la lealtad de Naotora a Imagawa Ujizane. Otazu no kata (también conocida como Iio Tazu, una onna-musha) y su marido Iio Tsuratatsu lucharon para defender el castillo y Chikanori fue asesinado. Ii Naotora tenía dificultades para asegurar el liderazgo de su clan debido a las innumerables resistencias de los vasallos del clan Imagawa. Después de numerosas amenazas de los vasallos de Imagawa al clan Ii, Naotora finalmente se alió con Tokugawa Ieyasu y participó activamente en las expansiones de Tokugawa sobre el Clan Matsudaira en las provincias de Tōtōmi y Mikawa.
Al mismo año, Ono Michiyoshi destituyó a Naotora del liderazgo de la región de Iinoya con la ayuda de los antiguos sirvientes de Imagawa. Naotora escapó al Templo Ryōtan-ji en Hamamatsu, y más tarde envió a Ii Naomasa a Ieyasu para su cuidado. Más tarde, Michiyoshi fue finalmente capturado por el clan Tokugawa y fue ejecutado.

### Dos muertes
Hay dos versiones sobre la muerte de Ii Naotora:
- En 1572, cuando Takeda Shingen invadió personalmente Iinoya y otros castillos en Tōtōmi y Mikawa, Ii Naotora fue asesinada durante un enfrentamiento con el ejército del clan Takeda.
- En 1582, Naotora murió de una enfermedad en el templo Ryōtan-ji; la posición de jefe del clan Ii fue sucedida por Ii Naomasa.